# Bernauer Straße (metrostation)
Bernauer Straße is een station van de metro van Berlijn, gelegen onder de Brunnenstraße, nabij de kruising met de Bernauer Straße en met de Rheinsbergerstraße, in het Berlijnse stadsdeel Mitte, tegen de grens met Gesundbrunnen. Het metrostation opende op 18 april 1930, hoewel het reeds 15 jaar eerder in ruwbouw voltooid was, en ligt aan lijn U8. Tussen 1961 en 1990 passeerden de treinen van deze West-Berlijnse lijn het station zonder te stoppen. Net als alle andere in Oost-Berlijn gelegen stations op het transittraject werd Bernauer Straße een spookstation.

## Geschiedenis
In 1912 verwierf het elektronicaconcern AEG de concessie voor de bouw van een metrolijn van Gesundbrunnen naar Neukölln, die naar de eerste letters van deze stadsdelen GN-Bahn gedoopt werd. In 1913 werd in de Brunnenstraße met de tunnelbouw begonnen. Tegen 1915 was een 1600 meter lang stuk tunnel, inclusief de stations Bernauer Straße en Voltastraße, in ruwbouw gereed. Inmiddels was de Eerste Wereldoorlog echter in volle gang, hetgeen leidde tot een groeiend gebrek aan arbeidskrachten en bouwmaterialen. In 1917 kwamen de werkzaamheden aan de metrolijn volledig stil te liggen. De AEG-Schnellbahn-AG, het dochterbedrijf van AEG dat voor de metrobouw verantwoordelijk was, kon niet voldoen aan de in de concessie opgenomen voorwaarde de GN-Bahn in 1918 in gebruik te nemen en werd geliquideerd. De reeds gebouwde tunnels en stations vervielen aan de stad, die de werkzaamheden vanwege haar eigen financiële situatie pas in 1926 weer kon oppakken.
In 1927 kwam in het zuiden van de stad het eerste deel van de GN-Bahn, ofwel lijn D, in gebruik. Na een aantal kleine verlengingen werd de lijn in 1930 voltooid tot aan het station Gesundbrunnen en opende ook station Bernauer Straße zijn deuren. Bij de bouw van het noordelijke deel van de lijn had men gebruik kunnen maken van de voor de Eerste Wereldoorlog in ruwbouw aangelegde tunnel.
De aankleding van station Bernauer Straße, een beschermd monument zou een eclectisch gehalte krijgen. De eerste ontwerpen voor het metrostation stammen van Peter Behrens, die als architect bij de AEG-Schnellbahn-AG werkte. Van zijn hand zijn de voor lijn U8 atypische ronde zuilen van gepolijste zwarte natuursteen. Dergelijke ronde zuilen waren voor alle stations van de lijn voorzien, maar zouden vanwege de overname van het project door het stadsbestuur alleen de vooroorlogse stations Voltastraße en Bernauer Straße gaan sieren. Bij de afbouw van station Bernauer Straße aan het eind van jaren twintig hadden Alfred Grenander en Alfred Fehse de artistieke leiding. Van hun hand is de voor het oudste deel van de U8 kenmerkende wandbekleding met glanzende, vierkante tegels. De stations van de GN-Bahn kregen ieder een eigen herkenningskleur, die echter niet zoals op andere lijnen in een vaste volgorde afgewisseld werd. In station Bernauer Straße kozen de architecten voor een crèmekleur.

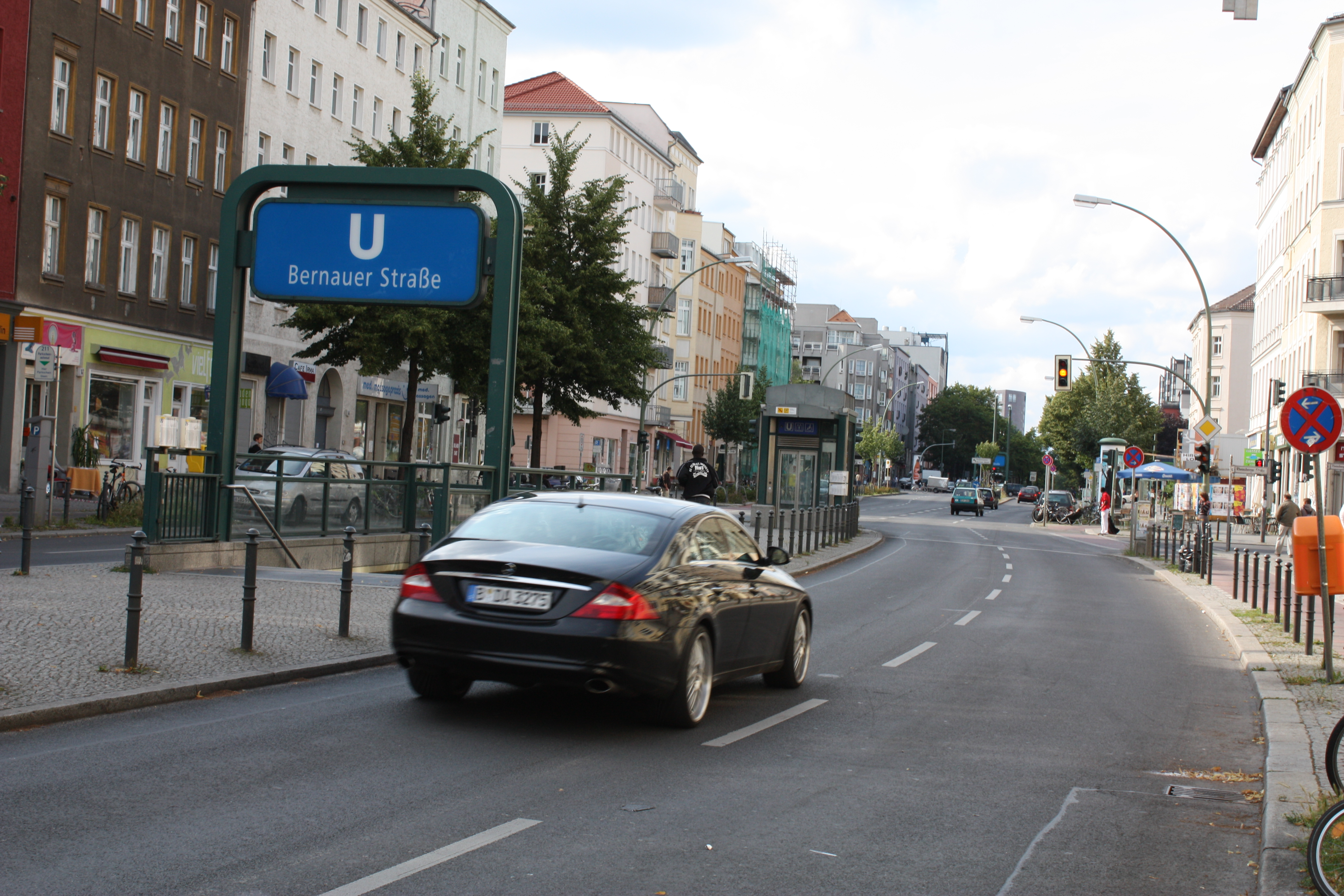
Zuidelijke toegang tot station Bernauer Straße, met lift

Niet alleen het ontwerp, maar ook de ligging van station Bernauer Straße wijkt vanwege zijn geschiedenis af van de standaard. Net als de eveneens voor de Eerste Wereldoorlog gebouwde stations Boddinstraße en Voltastraße ligt het vlak onder het straatniveau, zodat de op lijn U8 gebruikelijke tussenverdiepingen ontbreken. De uitgangen van het station leiden dan ook rechtstreeks van het eilandperron naar de middenberm van de Brunnenstraße.

### Tweede Wereldoorlog
De Tweede Wereldoorlog zorgde voor grote schade aan het Berlijnse metronet. Ook station Bernauer Straße werd getroffen, op 8 mei 1944 verwoestten vliegtuigbommen delen van het dak. Tegen het einde van de oorlog behoorde lijn D tot de weinige nog in bedrijf zijnde metrolijnen, maar op 23 april 1945 werd de dienst ook hier gestaakt. De situatie verergerde nog in mei 1945, toen de Noord-zuidtunnel van de S-Bahn ter hoogte van het Landwehrkanaal werd opgeblazen en onder water kwam te staan. Via een voetgangerstunnel in station Friedrichstraße bereikte het water ook het metronetwerk. Bijna een miljoen kubieke meter water verspreidde zich vervolgens door de tunnels, waardoor ook lijn D deels overstroomde. Omdat de tunnel richting het ondiep gelegen station Bernauer Straße stijgt, bleef het metrostation gespaard; het water kwam niet verder dan station Rosenthaler Platz.
Na het einde van de oorlog werd de tunnel leeggepompt en kon het metronet provisorisch hersteld worden. Het zuidelijke deel van lijn D behoorde tot de eerste trajecten die weer in dienst kwamen. In station Bernauer Straße stopten de eerste pendeltreinen op 22 mei 1945; op 16 juni was de doorgaande dienst op de gehele lijn hersteld.

### Splitsing van het metronet

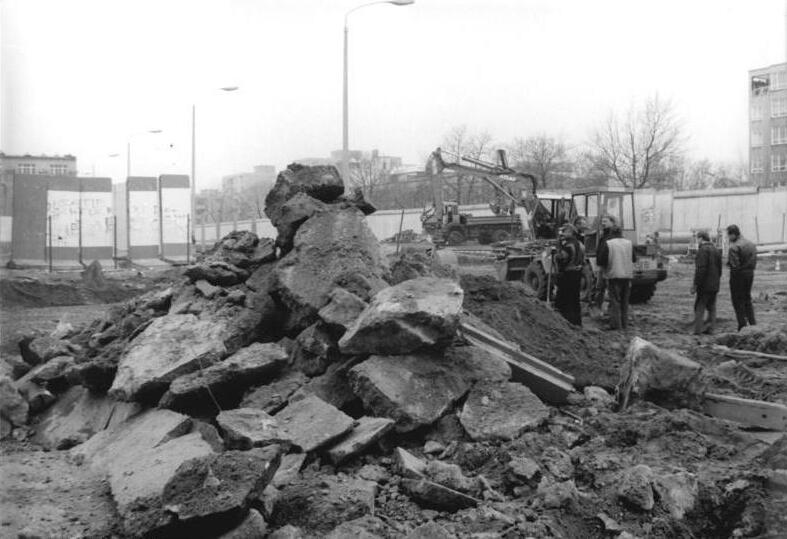
Werkzaamheden voor de heropening van de noordelijke toegang in de voormalige dodenstrip achter de muur

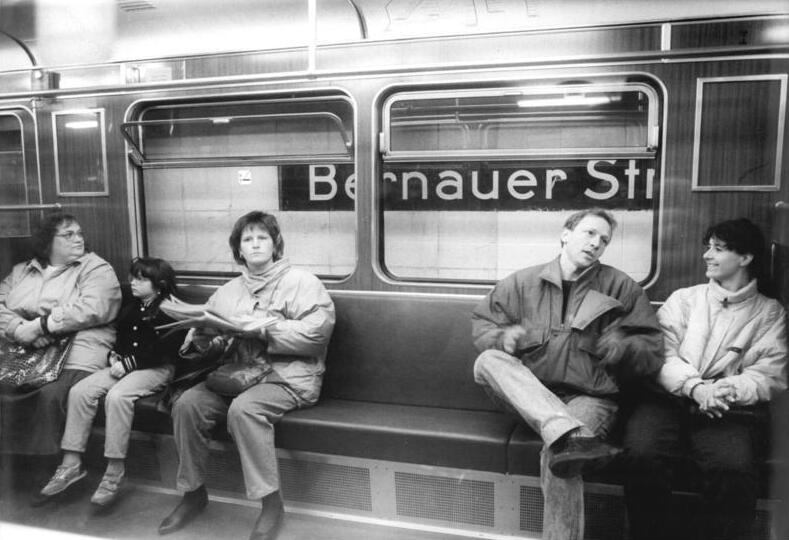
In april 1990 stopten voor het eerst sinds 29 jaar weer treinen in station Bernauer Straße

Na de Tweede Wereldoorlog was station Bernauer Straße in de Sovjet-bezettingszone komen te liggen. De grens was echter nabij: de Bernauer Straße behoorde reeds tot West-Berlijn. Aanvankelijk had de opdeling van Berlijn weinig gevolgen voor het metroverkeer, hoewel het stadsvervoerbedrijf wel in tweeën gesplitst was en station Bernauer Straße dus bemand werd door personeel van de Oost-Berlijnse BVB. De bouw van de Berlijnse Muur in 1961 had echter een grote weerslag op de metro. Lijn D, die alleen in het centrum over Oost-Berlijns grondgebied verliep, bleef een West-Berlijnse lijn, die alle stations in de oostsector ging overslaan. Station Bernauer Straße werd hermetisch afgesloten, bewaakt door militairen en uiterlijk onherkenbaar gemaakt. Het station verdween zoals de gehele lijn D (en C) van de Oost-Berlijnse stadsplattegronden. Een bijzonderheid van station Bernauer Straße was dat de noordelijke uitgang (die overigens al in 1953 werd gesloten) precies op de grens lag, terwijl het station zelf zich geheel in de oostsector bevond. De Muur liep parallel aan de Bernauer Straße, vlak voor de stationsingang langs. Technisch zou het mogelijk zijn geweest het station ook na de bouw van de Muur voor West-Berlijners open te houden, maar dit gebeurde niet. Metrostation Bernauer Straße zou 29 jaar lang als spookstation in een diepe slaap verkeren.

### Heropening
Op 9 november 1989 viel de Berlijnse Muur. Twee dagen later was Jannowitzbrücke het eerste spookstation dat weer toegankelijk werd gemaakt; de overige Oost-Berlijnse stations op de U8 volgden in de maanden daarna. In april 1990 sloeg men ter hoogte van de noordelijke ingang van station Bernauer Straße een gat in de Muur en werd het metrostation vanuit West-Berlijn toegankelijk gemaakt. Na de officiële Duitse hereniging op 1 juli 1990 werd ook de zuidelijke toegang heropend.

Rond 2000 onderging het metrostation een restauratie, waarbij onder andere de betegeling werd vervangen. De nieuwe tegels werden gebrand naar het oorspronkelijke ontwerp. Daarnaast voorzag men het station van een lift.